# پوکروفکا (شهرستان لوکتفسکی، سرزمین آلتای)
پوکروفکا (به لاتین: Pokrovka) یک منطقهٔ مسکونی در روسیه است که در سرزمین آلتای واقع شده‌است.